# Świeczkowa manifestacja

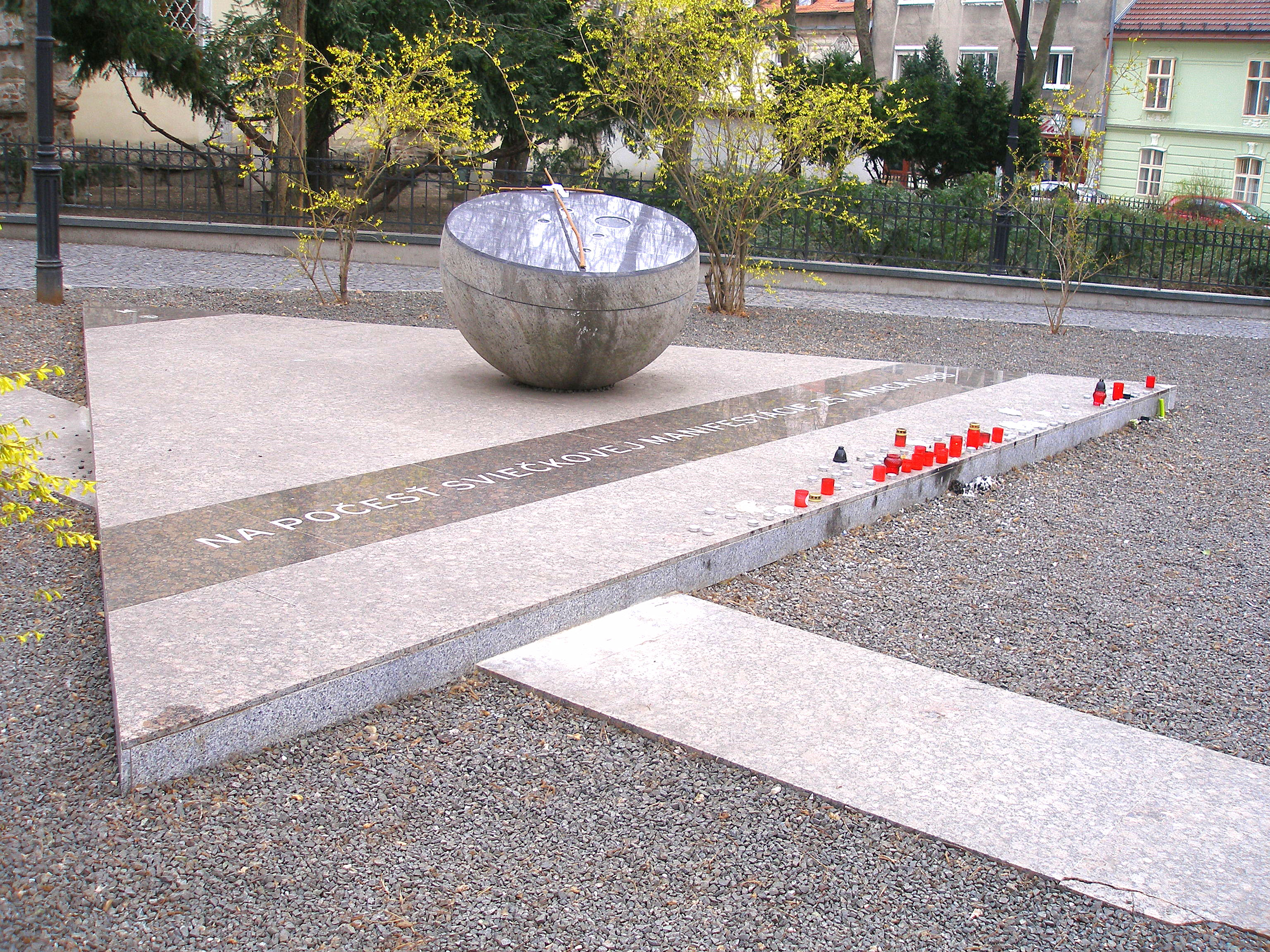
Miejsce demonstracji - upamiętnienie.

Świeczkowa manifestacja (słow. Sviečková manifestácia) – pierwsza od 1969 roku masowa demonstracja przeciwko systemowi komunistycznemu w Czechosłowacji. Odbyła się 25 marca 1988 roku w Bratysławie.
Manifestacja została zorganizowana przez katolickie grupy kontestacyjne domagające się wolności religijnej w Czechosłowacji. Pokojowa demonstracja pięciu tysięcy uczestników została stłumiona przez policję.
Demonstrację zaplanował Marián Šťastný, wiceprzewodniczący Światowego Kongresu Słowaków i jego współpracownik Paul Arnold ze Szwajcarii. Byli oni w kontakcie z rodziną Čarnogurskich z Bratysławy i przekazali plany manifestacji za pośrednictwem teściowej Šťastnego, która przebywała z wizytą w Szwajcarii.
Katolicki aktywista František Mikloško złożył wniosek o pozwolenie na demonstrację, ale jego prośba została odrzucona przez władze. Informacje o wydarzeniu były rozpowszechniane przez Radio Watykańskie, Radio Wolna Europa oraz Głos Ameryki.
Demonstracja była pierwszym ważnym krokiem w kierunku obalenia systemu komunistycznego w Czechosłowacji. Pięć tysięcy Słowaków protestowało na placu Hviezdoslavovo námestie ze świecami w rękach, a kolejne sześć tysięcy na sąsiednich ulicach, podczas gdy główne wejście na plac zostało zablokowane przez tajną policję. Policja najpierw użyła armatek wodnych przeciwko protestującym, podczas gdy uruchomiła syreny i krzyczała do protestujących, aby opuścili plac, a następnie zaczęła atakować protestujących pałkami. Demonstranci byli szczuci policyjnymi psami. Kilkadziesiąt osób zostało rannych, a aresztowanych zostało 130 osób, w tym wszyscy organizatorzy m.in. biskup Ján Chryzostom Korec, Ján Čarnogurský i František Mikloško.
Czołowi komunistyczni urzędnicy (np. słowacki premier, minister spraw wewnętrznych Štefan Lazar, minister kultury Miroslav Válek) obserwowali całą "operację" z wnętrza hotelu Carlton na placu Hviezdoslavovo námestie. Minister kultury nie zgadzał się z operacją policji i w rezultacie zdecydował się podać do dymisji jesienią 1988 roku. 
Służby państwowe starały się, by informacje o manifestacji nie przedostały się za granicę, jednak nieskutecznie. O wydarzeniu informowały m.in. BBC, Głos Ameryki, Radio Wolna Europa, Radio Watykańskie, ARD, Österreichischer Rundfunk, The New York Times, Neue Zürcher Zeitung i Sekai Nippo.
25 marca stał się na Słowacji Dniem Walki o Prawa Człowieka, upamiętniającym demonstrację ze świecami.